# Promatsumura
Promatsumura is een geslacht van haften (Ephemeroptera) uit de familie Baetidae.

## Soorten
Het geslacht Promatsumura omvat de volgende soorten:
- Promatsumura nipponicum
- Promatsumura tamagavanum